# Степановское (усадьба)
Степа́новское — усадьба в городском округе Красногорск Московской области России. Расположена вблизи одноимённой деревни, недалеко от федеральной автодороги М9 «Балтия». Усадьба стоит на холме, спускающемся к реке Истре и её притоку — Свинорке.

## История
На месте нынешней усадьбы и деревни Степановское существовала дворцовая вотчина, принадлежавшая Урусовым, а в 1677 году пожалованная князю Ю. А. Долгорукову. Имеются сведения о том, что между 1694 и 1701 годами здесь была выстроена деревянная церковь. Ещё в XVII веке был устроен пруд.
В конце 1760-х годов усадьба перешла от Долгоруковых к И. В. Белову, затем — к П. П. Бекетову, который и владел ею до 1845 года. На 1800 год в усадьбе имелся «дом господской деревянной со службами об одном этаже и при нём сад с плодовитыми деревьями». При Бекетове же в Степановском был возведён трёхэтажный (по другим данным — двухэтажный) каменный дом, а также устроен большой пейзажный парк и целый каскад водоёмов. Заметный ущерб хозяйству имения нанесли французские оккупанты в 1812 году. После Бекетова, в конце 1850-х годов, усадьба была продана Я. А. Гречкину, затем она попала в руки Сушкиной, а в 1911 году уже числилась в руках семейства Богдановых..
Вскоре после революции 1917 года имущество усадьбы было национализировано. В господском доме была организована детская колония, которая находилась там до 1923 года. В бывшем доме управляющего открыли начальную школу. Позднее обветшавший главный дом был разобран, а полученные материалы пущены на строительство инженерных сооружений для военного полигона. После войны на этом месте было выстроено новое здание для санатория «Истра».

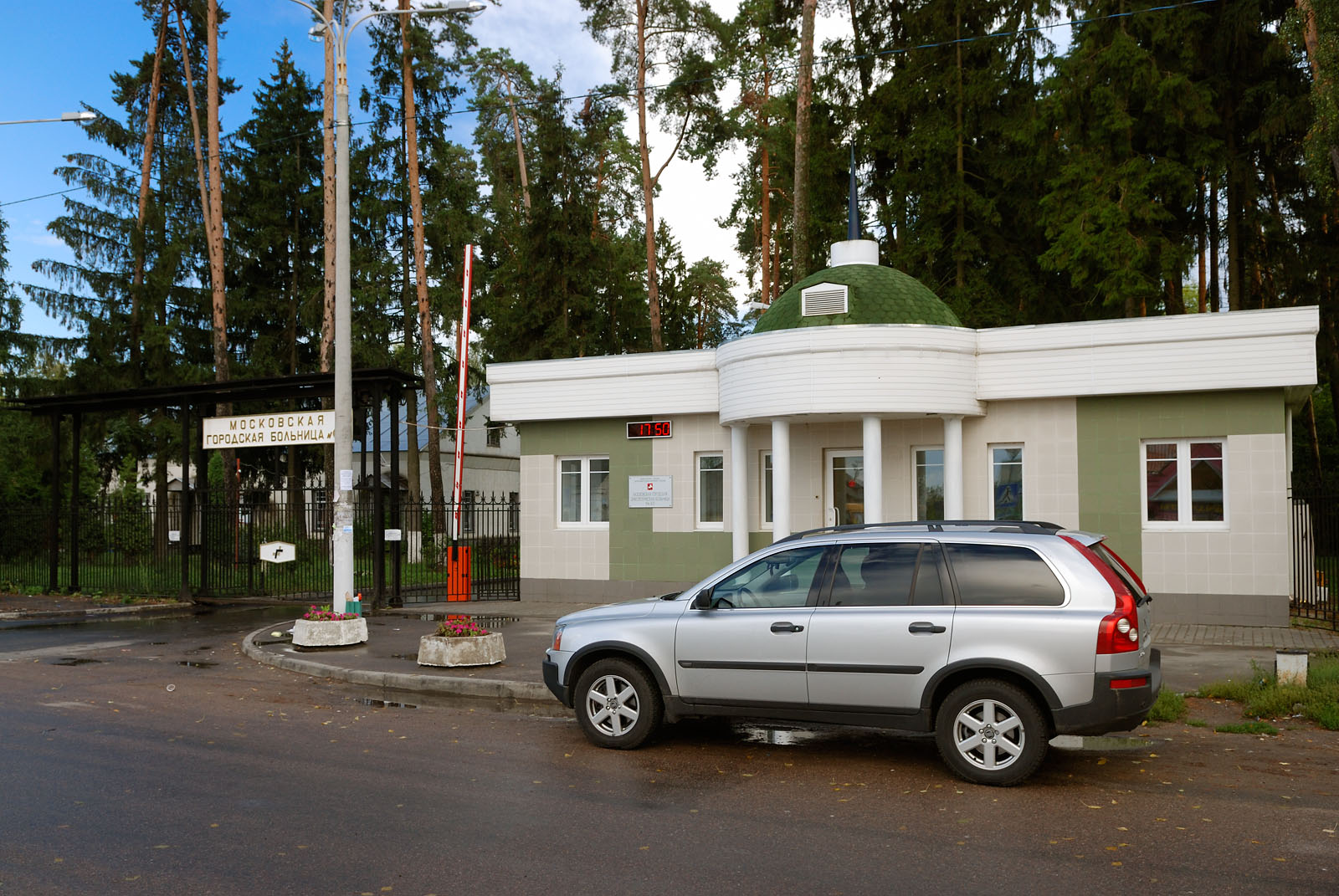
Свободный вход на территорию усадьбы через проходную больницы № 62 закрыт

С 1958 года место санатория в усадьбе заняла 62-я московская городская больница (изначально реабилитационное учреждение для хирургических больных, а с 1959 года — онкологическая больница), которая занимает усадьбу и по сей день.

## Современное состояние
От старинной усадьбы к началу XXI века остался только обширный пейзажный парк, засаженный в основном хвойными породами деревьев и плавно переходящий в лесной массив. Вблизи бывшего главного усадебного дома (на его месте выстроено больничное здание) парк за счет аллейных посадок имеет отчасти регулярный характер: помимо главной аллеи, идущей к парадному двору, на котором ныне стоит здание больницы, имеется привлекательная липовая аллея, просека, обсаженная лиственницами. Основным украшением парка является каскад прудов. На большом пруде имеются засаженные деревьями острова; на одной из дамб между прудами сохранилась дубовая аллея.
В 2006—2007 годах в парке усадьбы были проведены археологические изыскания, в ходе которых на «Марфиной горе» был найден фундамент крестообразной в плане постройки размером 70×70 м (то есть в виде мальтийского креста), по найденным там монетам датируемой периодом императоров Павла I и Александра I. Тогдашний владелец усадьбы П. П. Бекетов был командором мальтийского ордена.
Существуют планы застройки территории парка коммерческим жильём (причем на месте остатков крестообразной постройки собираются построить общественное здание), встречающие противодействие со стороны различных общественных организаций.